# 강화향교
강화향교(江華鄕校)는 인천광역시 강화군 강화읍에 있는 향교이다. 1995년 11월 14일 인천광역시의 유형문화재 제34호로 지정되었다.

## 개요
성현들에게 제사지내고 지방민의 교육을 위해 세웠던 국립교육기관으로 고려 인종 5년(1127년)에 세웠다. 그 뒤 여러 차례 옮기고 복원하였는데, 지금 있는 위치는 영조 7년(1731년) 유수 유적지가 옮긴 것이다. 남아있는 건물로는 제사공간인 대성전과 동무·서무, 교육공간인 명륜당을 비롯해 여러 부속 건물이 있다. 조선시대에는 국가로부터 토지·노비·책 등을 지원받아 제사와 교육의 기능을 담당했으나, 교육기능은 사라지고 지금은 제사의 기능만 남아 있다.
고종 19년(1232년) 강화읍 갑곶리(먹절)로 옮겼다가 고종 46년(1259) 서도면 볼음도로 옮겼고 조선 인조 2년(1642년)에는 유수 심일이 송악산 기슭으로 옮겼으며, 인조 7년(1629)에 유수 이인놀이 위패를 모시고 명륜당을 세우는 등 비로서 완전한 체제를 갖추어 학궁이라 하였다 한다. 현종 14년(1673) 유수 민시중이 남산골로 옮겼으나 영조 7년(1731) 유수 유척기가 지금의 위치로 옮겼다. 경내에는 중국의 5성과 한국 18현의 위패를 모신 대성전과 강화하던 명륜당 및 내·외삼문 등이 있고, 동·서무는 터만 남아 있는데 현재의 건물들은 근래에 중수 또는 신축된 것이다.

## 같이 보기
- 교동향교

## 참고 자료
- 강화향교 - 국가유산청 국가유산포털